# Tófalu
Tófalu község Heves vármegye Füzesabonyi járásában, a Tarna völgyében.

## Fekvése
A vármegye középső részén fekszik, a Gyöngyösi-síkon, a Tarna völgyében, a vármegyeszékhely Egertől délnyugatra. Területe hordalékkúp-síkság, a tengerszint feletti magasság jellemzően a 200 métert sem éri el. Az éves csapadék 550–600 mm, az évi középhőmérséklet 10 °C, az évi napsütéses órák száma 1950-2000. A gyenge lefolyású terület vizeit a Tarna és a Kígyós-patak gyűjti össze. A természetes növényzet elsősorban lágyszárú fajokból áll; erdőterülete csekély.
A közvetlen szomszédos települések: észak felől Aldebrő, északkelet felől Feldebrő, kelet felől Kerecsend, dél felől pedig Kápolna. Nyugat felől a Mátrai Erőmű nagy kiterjedésű lignitbányája határolja, melynek területe nagyrészt szintén Aldebrőhöz tartozik; északnyugat felől pontszerűen határos még Vécs községgel.

### Megközelítése
Legfontosabb közúti megközelítési útvonala a 2417-es út, mely Kápolna belterületén ágazik ki a 3-as főútból és végighúzódik a központján. (Határszélét délnyugaton érinti még a 2420-as út is.)
Belterületének nyugati széle közelében húzódik a Kisterenye–Kál-Kápolna-vasútvonal, amelynek egy megállási pontja volt itt, Tófalu megállóhely; 2007. március 4. óta azonban a vonalon nincs személyforgalom.

## Története
Helyén, a debrői völgyben egykor Tótfalu állt, mely az Aba nemzetségből származó Debreiek birtoka volt. Nevét 1352-ben említették először a Debreiek birtokaként. Később 1417-ben, 1438-ban és 1446-ban Tothfalu néven fordult elő az oklevelekben. 1417-ben, Debrei Miklós örökös nélküli halála után Zsigmond király megengedte Kompolthi István ítélőmesternek, hogy elfoglalja Tothfalut. 1438-ban azonban, miután a Debreiek hűtlenségbe estek, itteni birtokukba a Rozgonyiakat iktatták be. A török időkben az 1552. és az 1554. évi adóösszeíráskor az elpusztult helységek között szerepelt. 1564-ben itt csak négy portát írtak össze és az összeírásokban a helység neve Tottfalu, Totfalu és Thotfalw alakokban fordult elő. Az 1635-ik évi összeírásban fél, 1647-ben is fél, 1675-ben fél és 1686-ban ismét fél portával volt felvéve. Ezekben az összeírásokban Tótfalu és Tóth-Falu néven szerepelt. Az 1693. évi összeírás szerint II. Rákóczi Ferencnek, 12, gróf Erdődy Györgynek 8 jobbágytelkét említették itt.
A Rákóczi-szabadságharc után a török időkben meggyérült lakosságú faluba Tófalu környékéről, osztrák tartományokból, Gyetváról és Gácsról érkeztek a betelepülők. A 18. században Tófalu fejlődött.
Az 1741-ik évi összeírás szerint báró Grassalkovich Antal személynök és a Radvánszky család birtoka volt. 1848-ig a debrői uradalomhoz tartozott. 1876-ban gróf Károlyi György elsőszülöttségi hitbizományt alakított a debrői uradalomból, mely utána gróf Károlyi Györgyre, majd gróf Károlyi Mihályra szállt.
A 20. század elején Heves vármegye Egri járásához tartozott. 1910-ben 919 lakosából 918 római katolikus vallású magyar volt.
A második világháborúban németek felrobbantották Tófalu régi templomát.
A község szinte teljesen egybeépült Aldebrővel, a két községet a Kígyós-patak választja csak el. 1950-ben egyesítették is őket Tódebrő néven, de 1958-ban ismét különváltak, bár ezután is közös tanácsuk volt egészen 1990-ig. A két községnek ma is vannak közös fenntartású intézményei, mint például az Aldebrő területén található Általános Művelődési Központ, ami az általános iskolát és óvodát egyesíti.

### Kronológia
- 14. század – A település első írásos említése.
- 14-15. század – A Kompolt felől Sirokra tartó hadiút áthaladt Tófalun.
- 1723 – Első említés a Szentháromság templomról.
- 1760-as évek – Új templom épül.
- 1770 – 20 tanulóval római katolikus elemi iskola működik.
- 1783-85 – Az I. katonai felmérés szerint a Tófalu mellett elhaladó út országút, de csak jó időben használható.
- 1848-49 – A községben 1848. május és október között 53-an jelentkeztek nemzetőri szolgálatra.
- 1849. február 26-27. – A kápolnai csatában Tófalu az osztrák támadások egyik támaszpontja.
- 1885 – Új nyomvonalra kerül a Kápolna-Tófalu közti út és kövezett burkolatot kap.
- 1890 – Megalakul az Önkéntes Tűzoltó Egylet.
- 1907 – Létrejön a Tófalui Gazdák Szövetsége.
- 1924 – A Levente Egyesület helyi szervezete megkezdi működését.
- 1925 – Az Aldebrő-Tófalui Vadásztársaság létrehozása.
- 1935-40 – Polgári Lövész Egyesület néven lövészklub működik a településen.
- 1944. november 17. – A visszavonuló német csapatok felrobbantják az 1760-as években épült templomot.

## A települést érintő hadtörténeti vonatkozások
A mai Tófalu területén (többek között egy 1783-ból datálható térkép által is igazoltan), állt Csal vára, a hozzá tartozó településsel, Csala/Cseliváraljával. A várat 1417-ben említi először okleveles forrás, mint a Debrei II. Makján leszármazottainak birtokát. A 15. század folyamán a tulajdonjog a Rozgonyiak kezére kerül, majd az 1500-as évek elején Perényi birtok lesz. Pusztulása Hatvan török általi elfoglalása (1544) és Eger sikertelen ostroma (1552) közötti időszakban történt.

### Török hódoltság
1550-ben már a törököknek is adózik. 1552-54 között a török pusztítás hatására néptelen lett, de 1564-re újra benépesült. Lakott falu 1576-ban. 1596-ban – Eger elestekor – elpusztult, és még két év múlva is néptelen, ezt követően újra benépesült. 1683-86 között a Bécs ostromára induló török-tatár megszállás során, majd Eger blokádja idején (1687) – kiürítés miatt – egy évtizedre néptelenné vált. 1696-ban már néhány zsellér lakta.

### Rákóczi-szabadságharc
1603-ban Rákóczi Zsigmond – a későbbi erdélyi fejedelem – vásárolta meg a debrői uradalmat. Tófalu is Rákóczi birtok lett. A Tarna mentén haladó fontos út okán (Sirok és Eger felé) feltételezhetjük, hogy a Rákóczi-szabadságharc nem hagyta a települést érintetlenül (rabló portyák, pestis).

### Az 1848-49-es szabadságharc

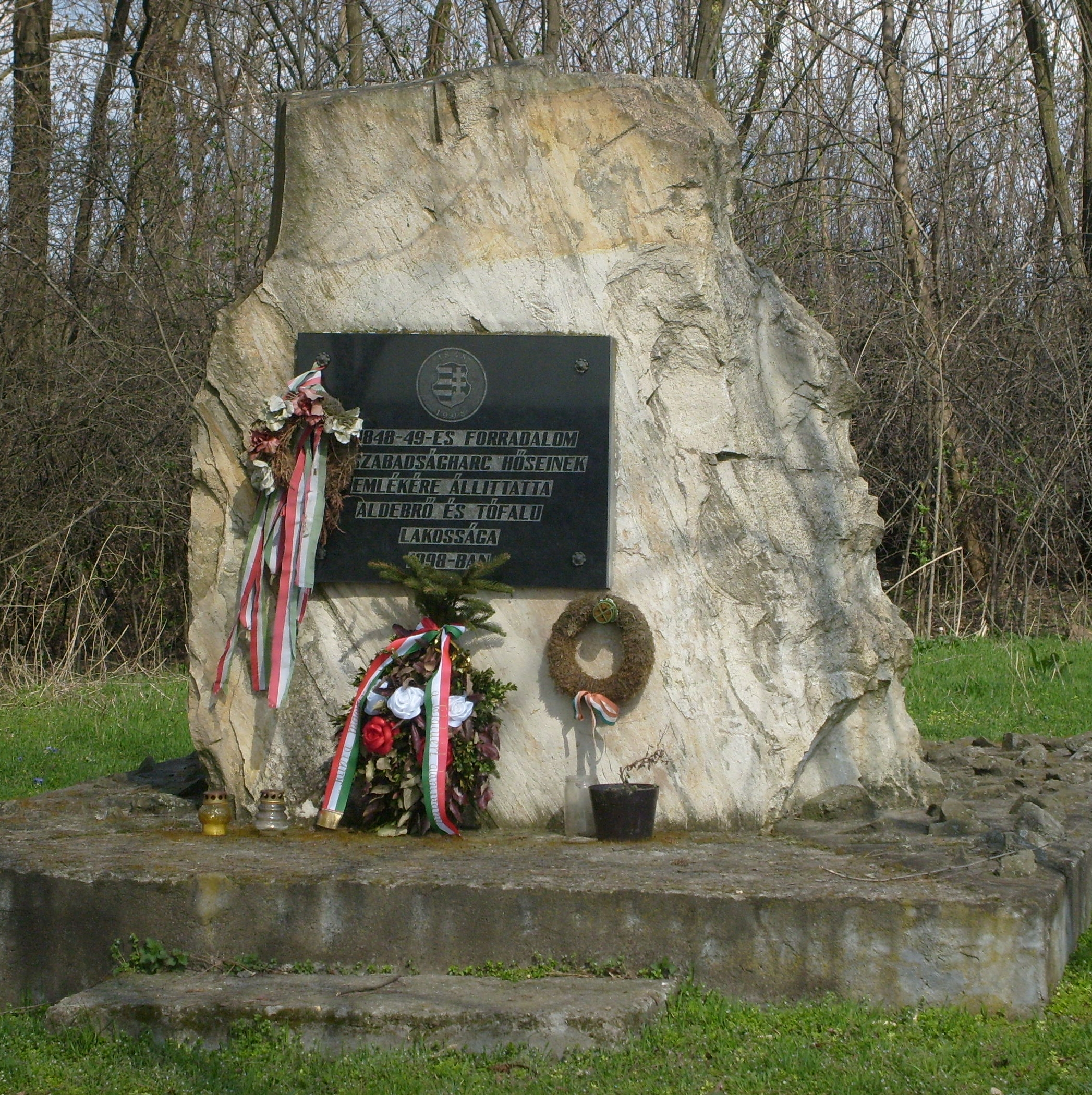
1848-49-es szabadságharc emlékmű

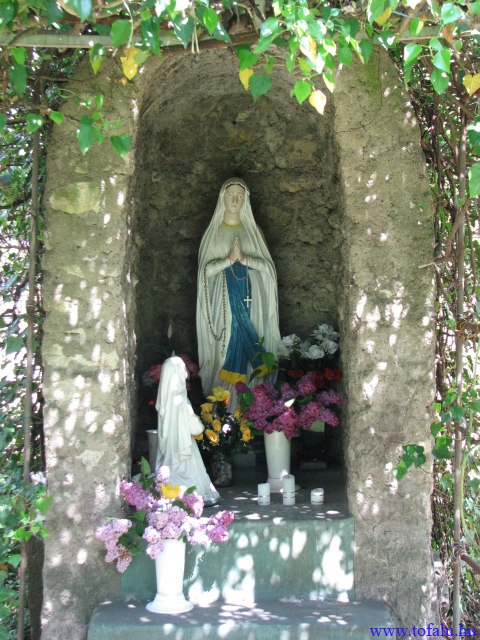
Mária-szobor a templomkertben (Tófalu)

A községben 1848 májusa és októbere között 53 férfit vettek lajstromba nemzetőri szolgálatra:
| Adátsi (Adácsi András)         | Inklovits György ifj.      |
| Bíró Benedek                   | Inklovits József           |
| Csernák Sándor                 | Karsay János               |
| Dajkó Ferenc                   | Kerek Mátyás               |
| Drahos János                   | Kováts (Kovács) István     |
| Drahos Mihály ifj.             | Kováts (Kovács) József     |
| Farkas András Báró             | Molnár József              |
| Farkas Antal ifj.              | Molnár Mátyás              |
| Farkas János Buda              | Nagy Imre                  |
| Farkas József Bence            | Nemtsik (Nemcsik) György   |
| Farkas Márton ifj.             | Orosz János                |
| Farkas Máté János              | Potsay István ifj.         |
| Farkas Mátyás ifj.             | Potsay János               |
| Farkas Mihály felső            | Simon János                |
| Farkas Pál ifj.                | Snajder (Schneider) István |
| Farkas Tamás                   | Szabó András id.           |
| Gulyás Mátyás id               | Szabó Gergely              |
| Gulyás Mátyás ifj.             | Szabó István ifj.          |
| Gyetvai (Gyetvay) Antal        | Szabó János                |
| Horváth (Horvát) János 38 éves | Szabó János alsó           |
| Horváth (Horvát) János 25 éves | Szabó János felső          |
| Horváth (Horvát) Mihály        | Szabó József               |
| Hutter János                   | Uzelman János              |
| Hutter József                  | Uzelman Márton             |
| Hutter Pál                     | Viltsik János              |
| Ignátz (Ignácz) János          | Viltsik Márton             |
| Inklovits G. György            |                            |

1849. február 26-án a 14 órakor elkezdő ún. kápolnai csatában a császáriak közül a Csorich-hadosztály Colloredo-dandárja támadta a magyar állásokat Tófalu irányából is.
A kápolnai csata második napján február 27-én reggel 8 óra tájban Tófalu irányából az osztrákok centruma elterelő hadmozdulattal, szemből pedig tüzérségi előkészítéssel megkezdte Kápolna támadását. A császári Coloredo vezérőrnagy dandára 9 ágyúval vonult Tófalu ellen. Dembinski ekkor 10 löveget irányított a veszélyeztetett pontra. Az ellenség visszahúzódott a Tarna túlpartjára. Az egész nap folyamán és a délutáni órákban is Máriássy sakkban tudta tartani a Tófalu felől átkarolással kísérletező Wyss- és Coloredo-dandárt. Jóllehet a térségből induló olasz 16. Zanini gyalogezred II. zászlóalja, miután átgázolt Kápolna irányába a mocsaras réten (Hangács), végül megadta magát. A Poeltenberg vezette magyar csapat is délután 2-3 óra körül kénytelen volt visszavonulni, ha nem akarták, hogy az ellenség elvágja a visszavonulás útját éppen Tófalunál.
Tófalu keleti határában a tüzérségi állások helyén, a Honvédhalmon 1998 óta emlékmű áll.

### Az I. világháború hősi halottai

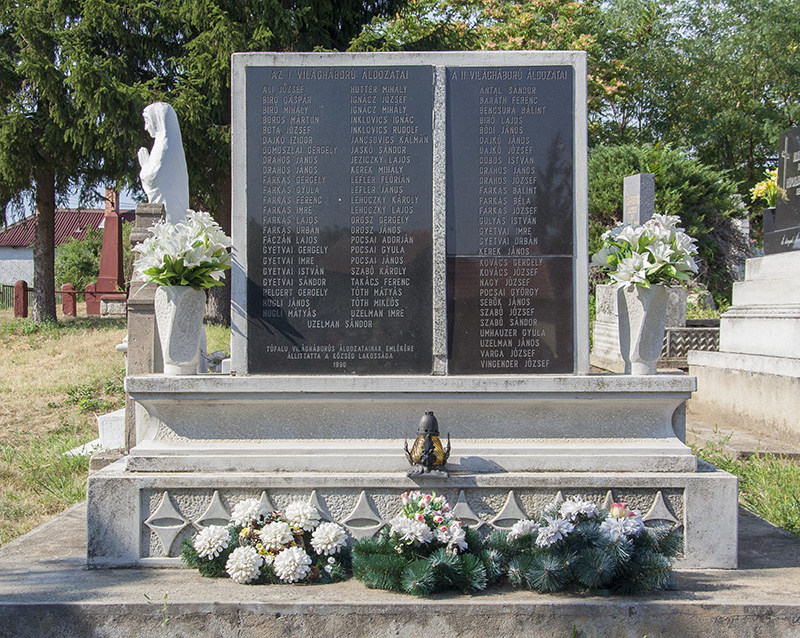
I. és II. világháborús emlékmű

| Ali József        | Gyetvai Gergely  | Lefler Flórián  |
| Bíró Gáspár       | Gyetvai Imre     | Lefler János    |
| Bíró Mihály       | Gyetvai István   | Lehoczky Károly |
| Boros Márton      | Gyetvai Sándor   | Lehoczky Lajos  |
| Bóta József       | Helgert Gergely  | Orosz Gergely   |
| Dajkó Izidor      | Hugli János      | Orosz János     |
| Domoszlai Gergely | Hugli Mátyás     | Pocsai Adorján  |
| Drahos János      | Hutter Mihály    | Pocsai Gyula    |
| Drahos János      | Ignácz József    | Pocsai János    |
| Farkas Gergely    | Ignácz Mihály    | Szabó Károly    |
| Farkas Gyula      | Inklovics Ignác  | Takács Ferenc   |
| Farkas Ferenc     | Inklovics Rudolf | Tóth Mátyás     |
| Farkas Imre       | Jankovics Kálmán | Tóth Miklós     |
| Farkas Lajos      | Jaskó Sándor     | Uzelman Imre    |
| Farkas Urbán      | Jeziczky Lajos   | Uzelman Sándor  |
| Fáczán Lajos      | Kerek Mihály     |                 |

### A II. világháború áldozatai
| Antal Sándor    | Drahos József  | Nagy József      |
| Baráth Ferenc   | Farkas Bálint  | Pocsai Béla      |
| Bencsura Bálint | Farkas Béla    | Pocsai György    |
| Bíró Lajos      | Farkas József  | Sebők János      |
| Bódi János      | Gulyás István  | Szabó József     |
| Dajkó János     | Gyetvai Imre   | Szabó Sándor     |
| Dajkó József    | Gyetvai Orbán  | Umhauzer Gyula   |
| Dobos István    | Kerek János    | Uzelman János    |
| Drahos János    | Kovács Gergely | Varga József     |
|                 | Kovács József  | Vingender József |

Tófalu a II. világháború idején a vármegye legnagyobb veszteségét elszenvedett települése volt. A házak közel 2/5-e vált lakhatatlanná. A visszavonuló németek stratégiai okokból felrobbantották Tófalu keleti utcáját (köznyelven Hangács), iskoláját és az 1760-as években épült templomát is.

## Közigazgatási változások
1901 előtti neve: Tófalu, Tótfalu, Tótfalva
Közigazgatási jogállása: 1871 előtt jobbágyfalu, úrbéres község, 1871-től 1950-ig nagyközség
Külterületi lakott helyei, pusztái 1902-ben: Honvédhalom-tanya.
Járási beosztása:
- 1863–1883 Tarnai járás
- 1883–1950. január 31. Egri járás
- 1950. február 1.–1983. december 31. Füzesabonyi járás

## Közélete

### Polgármesterei
- 1990–1994: Páll Dezső (MDF)[5]
- 1994–1998: Szalai László (független)[6]
- 1998–2002: Kerek József (független)[7]
- 2003–2006: Kerek József (független)[8]
- 2006–2010: Kerek József (független)[9]
- 2010–2014: Kerek József (független)[10]
- 2014–2019: Ignácz Szabolcs András (független)[11]
- 2019–2024: Ignácz Szabolcs András (független)[12]
- 2024– : Ignácz Szabolcs András (független)[1]

A településen a 2002. október 20-án megtartott önkormányzati választás után, a polgármester-választás tekintetében nem lehetett eredményt hirdetni, szavazategyenlőség miatt. Aznap az 541 szavazásra jogosult lakos közül 379 fő járult az urnákhoz, hármuk érvénytelen szavazatot adott le, az érvényes szavazatok pedig épp fele-fele arányban oszlottak meg a két, független jelölt, Kerek József addigi polgármester és egyetlen kihívója, Váczy Lajos László között. Az emiatt szükségessé vált időközi polgármester-választást 2003. április 27-én tartották meg, ekkor két ellenjelölt is elindult a község korábbi első emberével szemben, ez a helyzet pedig épp neki kedvezett a leginkább: egyedül is több szavazatot szerzett riválisainál.

## Jelképei
Pecsétje 1699-ből keretbe rajzolt virág, felette fészkében álló gólya, mellette füzér, körirata: Totfalu pe-cseti 1699. Egyes vélemények szerint pelikán látható a pecsétlenyomaton.

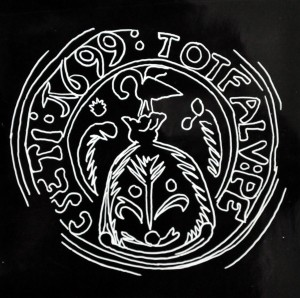
Tófalu Pecsétje 1699

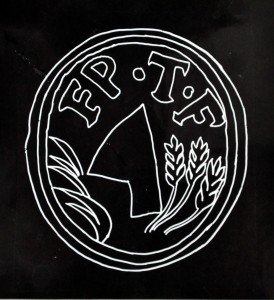
Tófalu pecsétje 1780

Az 1780-ban vésettben ekevas, mellette egyik oldalon fűszál, másik oldalon három kalász, felettük FP. T. F. betűk.
Mai címere csücskös talpú pajzs, kék mezejében, zöld halmon egy jobbra néző gólya áll, két oldalán faág, a halom alatt 1352 évszám.

Tófalu címere

## Népesség
A település népességének változása:
| Lakosok száma | 586  | 582  | 576  | 553  | 538  | 554  | 545  |
|               | 2013 | 2014 | 2015 | 2021 | 2022 | 2023 | 2024 |

2001-ben a település lakosságának 100%-a magyar nemzetiségűnek vallotta magát.
A 2011-es népszámlálás során a lakosok 81%-a magyarnak, 11,1% cigánynak mondta magát (19% nem nyilatkozott; a kettős identitások miatt a végösszeg nagyobb lehet 100%-nál). A vallási megoszlás a következő volt: római katolikus 52,2%, református 2,9%, görögkatolikus 0,2%, felekezeten kívüli 15,7% (27,7% nem nyilatkozott).
2022-ben a lakosság 90,3%-a vallotta magát magyarnak, 0,7% cigánynak, 0,6% németnek, 1,1% egyéb, nem hazai nemzetiségűnek (9,7% nem nyilatkozott; a kettős identitások miatt a végösszeg nagyobb lehet 100%-nál). Vallásuk szerint 42,2% volt római katolikus, 2,2% református, 0,7% görög katolikus, 0,9% egyéb keresztény, 0,7% egyéb katolikus, 14,7% felekezeten kívüli (38,5% nem válaszolt).

## Népi építkezés

### Lakóházak

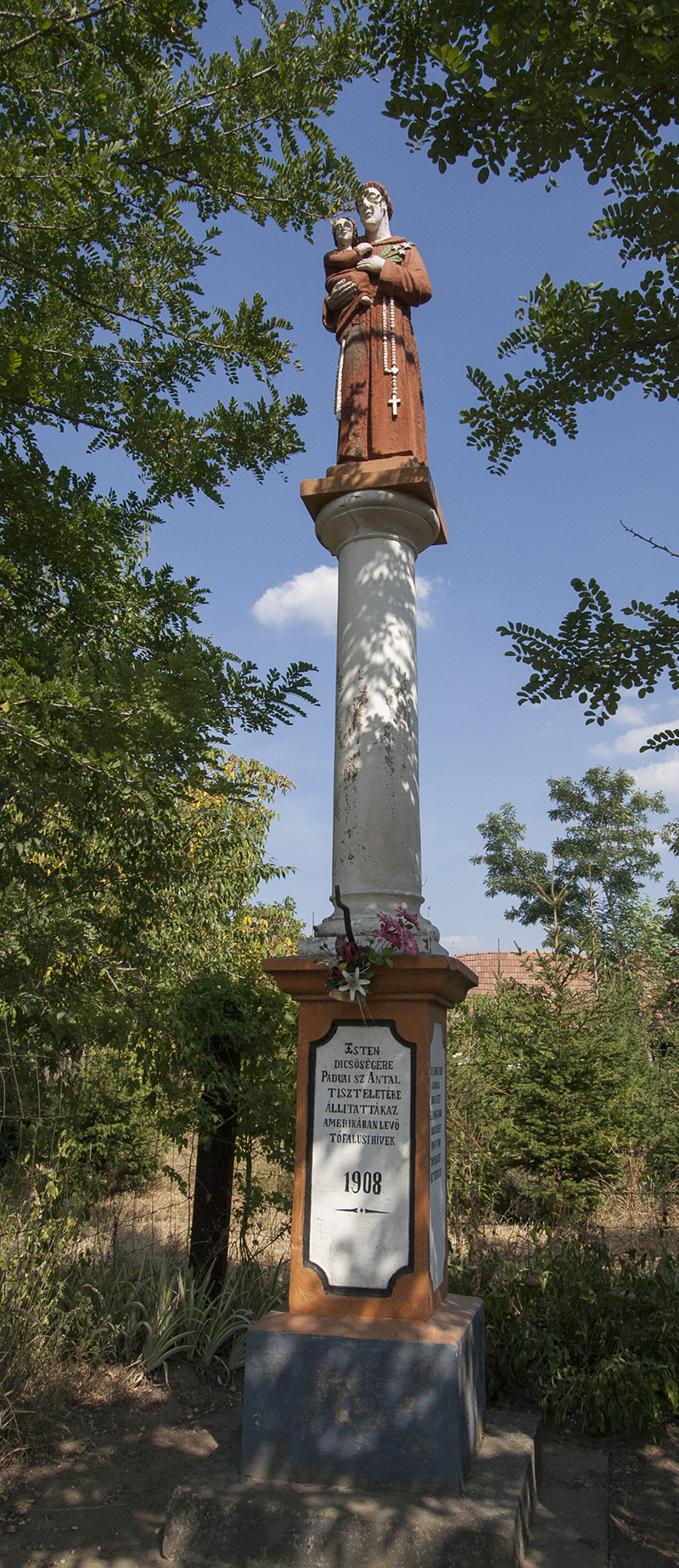
Páduai Szent Antal szobra (Tófalu)

Tófalu lakóházai a múlt század építési gyakorlatára jellemzően, hagyományos stílusban vályogfalazattal, szarufás-torokgerendás szerkezetű nyeregtetővel, náddal, zsúppal fedve, gazdag vakolatdíszes véghomlokzatokkal, kő ablakkeretekkel, mestergerendás - deszkás födémmel, szabadkéményes - boglyakemencés tüzelőberendezéssel épültek. A falazat kizárólagos építőanyaga a hagyomány szerint is a vályog volt. Követ először az 1870-es években hoztak az egri, pünkösdhegyi bányából a kocsma építéséhez, de parasztházakhoz csak 1945 óta alkalmazzák. A múlt század végén még számos ágasfás-szelemenes szerkezetű ház volt a faluban, de ezek korunkra mind elpusztultak. A múlt század végéig a deszka mennyezetet mestergerendával készítették, és ezt a házban boldoganyának nevezett középoszloppal támasztották meg. A növényi tetőfedő anyagok - nád és zsúp, sokszor együttesen alkalmazva - használatának a múlt század végi nagyobb tűzvészek vetettek véget, ugyanakkor fazsindellyel csak néhány uradalmi házat fedtek. A tüzelőberendezés legrégebbinek ismert formája 1870 előtt a belülfűtős kürtőskemence volt, amit a szabadkémény váltott fel, vagy sárból rakott boglyakemencével párosítva vagy cserépkandallóval. Utóbbi a Tarna völgyének több falujából ismert fűtő és egyúttal sütő-főző alkalmatosság volt a múlt század derekán. Tófaluban viszonylag korán - 1835-1836-ban - megjelenik a díszes kő ablakkeret, amit valószínűleg demjéni kőfaragók szállítottak. Az ugyancsak korán elterjedő tornác oszlopai azonban csak fából készültek.

### Gazdasági épületek
A faluban 1880 előtt általános volt az istálló mennyezet nélküli formája, amiben rendszeresen tüzeltek, és amit a lakóháztól külön építettek. A körte alakú, égetett falú, az utcán a lakóházak előtt sorakozó gabonás vermeket demjéni mesterek készítették.

### Népi építésű lakóházak
- KLAPKA U. 6. sz . Lakóház:

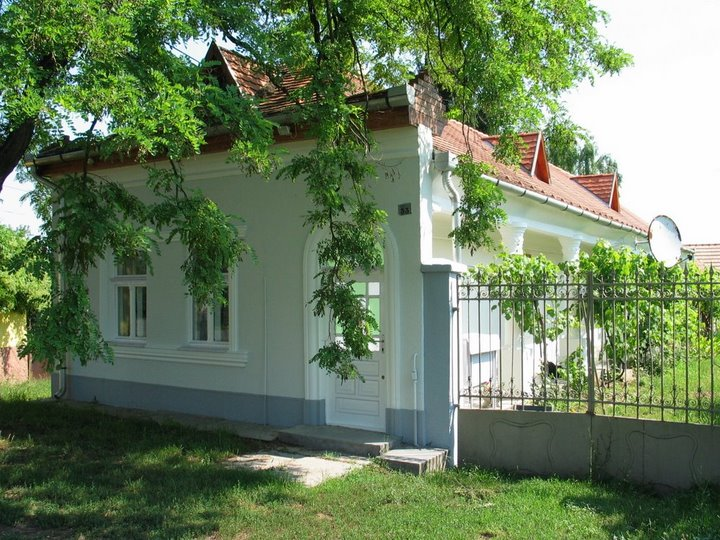
Régi tornácos parasztház

A mestergerenda felirata szerint 1 874-ben épült, táblatelken, fésűs beépítésű. Vályog-falazat, szarufás torokgerendás nyeregteteje alul náddal, felül zsúppal fedve. Meszelt véghomlokzatán két ablak kihajló tokkal, közös tagolt szemöldökpárkánnyal. Két fejezetes fali sáv, feketére mázolt lábazat. Szalagkeretes, vakolt oromzatán egy kör alakú padlásluk, alatta erősen tagolt párkány, szalmacsóva oromdísz. Udvari homlokzata 10 tengelyes, a három lakóhelyiség, istálló, pince, dohánypajta nyílásaival. Tornác, négy faoszloppal. Szabadkémény, az első szobában boglya alakú kemence. Mestergerendás, deszkás födém.
- KOSSUTH U. 12. sz . Lakóház:

A mestergerenda felirata szerint 1835-ben épült, szalagtelken, fésűs beépítésű. Kővel vegyes vályogfalazat, szarufás-torokgerendás nyeregtető cseréppel fedve. Véghomlokzatán (1899-ben alakítva) két kőkeretes ablak könyöklőpárkánnyal, a sarkokon fekete armirozás. Vakolt kőoromzatán, két szalagkereten, álló téglány alakú szellőző. Fröcskölt fekete alap fehér tagozatokkal. Kovácsoltvas kereszt oromdísz. Udvari homlokzata héttengelyes, a házban levő két lakás és az istálló nyílásaival. Tornác hét faoszloppal. Szabadkémény tüzelőpadkával - ami közös a két lakáshoz -, boglya alakú kemence, fa ülőpadkával. Mestergerendás, deszkás födém.
- KOSSUTH U. 14. sz. Lakóház:

A mestergerenda felirata szerint 1859-ben épült, táblatelken, fésűs beépítésű. Vályog falazat, szarufás-torokgerendás nyeregteteje zsúppal fedett. Meszelt végfalán, két kőkeretes ablak könyöklőpárkánnyal, két falisávval, a sarkokon armirozás. Előreálló, feketére mázolt lábazat, keskeny deszka vízvető, díszesen faragott deszkával. Álló hézagos deszkaoromzatán két vízszintes és egy függőleges osztóléc, a hézagokat fedő léceken hét bádogrózsa díszítés. Két négyzetes padlásluk, kerettel. Udvari homlokzata héttengelyes, a három lakóhelyiség és egy műhely nyílásaival. Tornác négy faoszloppal. Szabadkémény, 1957-ig boglyakemencével. Mestergerendás, deszkás födém.
- SZABADSÁG TÉR 3. sz. Lakóház:

1836-ban épült, táblatelken, fésűs beépítésű.. Vályogfalazat, szarufás-torokgerendás nyeregteteje alul náddal, felül zsúppal fedett. Meszelt véghomlokzatán két kőkeretes ablak könyöklőpárkánnyal, 1 X 2 tagú vasráccsal. Három fejezetes falisáv, előreálló, feketére mázolt lábazat, utcai padka. Szalagkeretes, vakolt vályogoromzatán két álló téglány alakú szellőző közös, tagozott könyöklőpárkányon, közöttük plasztikus kereszt. Udvari homlokzata kilenctengelyes, a ház lakásának és az istálló nyílásaival. Tornác, öt faoszloppal. Szabadkémény boglya alakú kemencével, mestergerendás, deszkás födém.

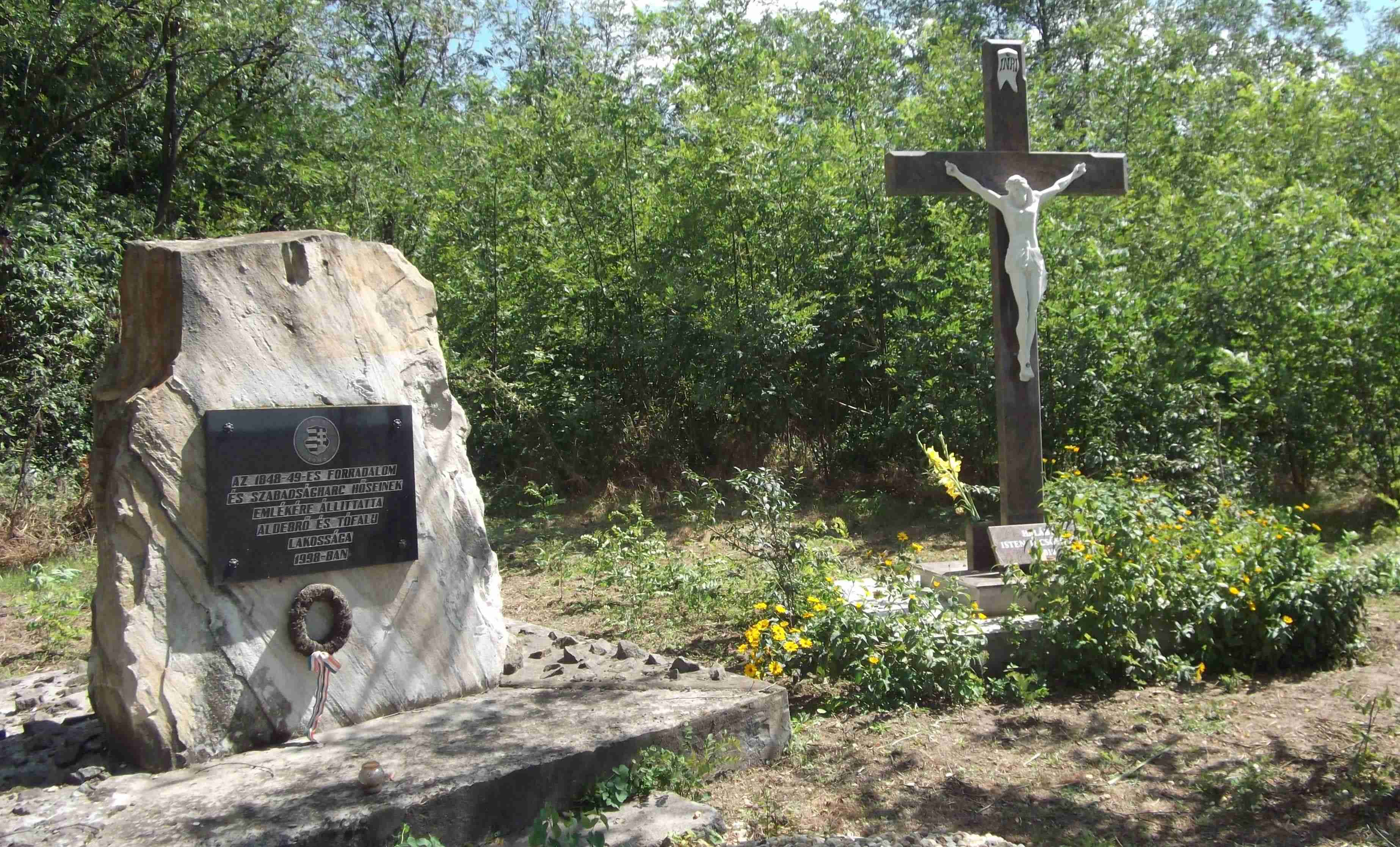
Honvédhalmi emlékművek

### Figyelemre méltó népi épületek még
- GÖRGEY u. 4. sz . Lakóház. (1832)
- PETŐFI u. 5. sz. Lakóház
- PETŐFI u. 12. sz. Lakóház (1889)
- SZABADSÁG tér 7. sz, Lakóház

## Nevezetességek
- Honvédhalma emlékmű - A felrobbantott búcsújáró hely ismét kiépül. A helyszín egy magaslat, amely a kápolnai csatában központi szerepet töltött be. Itt volt a honvédparancsokság, mivel innen a csatateret be lehetett látni. A hagyomány szerint az elesett honvédokat itt temették el. A hely fontosságát egy bővizű kút is emelte, ami valószínűleg jó szolgálatot tett a csata idején. A helyszín a Kápolna-Kerecsend közti 3-as útról közelíthető meg, a 3-as úton található pihenőhelytől Tófalu felé indulva a földúton. A földút 3-as út felőli részén, a kiindulópontnál kereszt található.
- Római katolikus templom. 1950-ben épült Szentháromság tiszteletére felszentelt.
- Páduai Szent Antal szobor. 1908-ban készült. A faragott, festett kőszobor lábazatos oszlopon áll. A lábazaton felirat. Az egyszerű fehér oszlopra helyezett festett kőszobor Szent Antalt ábrázolja: barna szerzetei ruhában, tonzúrás hajviselettel, kezében a gyermek Jézussal.
- Első világháborús és második világháborús emlékmű a temetőben. A háborúkban elesett falubéliek nevét őrzik az emléktáblák.
- Emese álma - honfoglalási emlékmű. 1996-ban készült. Alkotó: Sebestyén János fafaragó. A honfoglalás 1100. évfordulója alkalmából állíttatott a templom melletti közparkban.
- 1956-os emlékmű
- Mária-szobor a templomkertben. A kis barlang hátsó talapzatában a mai napig látható a II. világháborúban a németek által felrobbantott templom két volutás épületdísze.

## Külső hivatkozások
- Európai borutak portál[halott link]
- Gyalogló
- Tófalu község adatai Archiválva 2011. szeptember 4-i dátummal a Wayback Machine-ben